# Gustav Leidenroth

Gustav Leidenroth

Gustav Leidenroth (* 31. August 1885 in Stolberg (Harz); † unbekannt) war ein deutscher Kaufmann und Politiker. Er vertrat von 1933 bis 1935 die NSDAP im nationalsozialistischen Reichstag.

## Leben
Leidenroth stammte aus dem Harz und nahm den Angaben im Reichstagshandbuch zufolge von 1914 bis 1918 am Ersten Weltkrieg teil. Um 1922 war er als Mehlgroßhändler in Dessau tätig.
Leidenroth trat 1923 erstmals in die NSDAP ein. Nach dem vorübergehenden Parteiverbot trat er zum 1. Juni 1928 erneut der Partei bei (Mitgliedsnummer 91.502). Leidenroth war einer der Gründer der NSDAP-Ortsgruppe Dessau; von 1929 bis 1932 war er Vorsitzender des Untersuchungs- und Schlichtungsausschusses im NSDAP-Gau Magdeburg-Anhalt.
Von 1932 bis 1933 gehörte Leidenroth dem Anhaltischen Landtag als Abgeordneter für die NSDAP an.
Nach dem Machtantritt der Nationalsozialisten war Leidenroth Stabsleiter in der NSDAP-Gauleitung für die Provinz Magdeburg-Anhalt. In Dessau war er Stadtverordnetenvorsteher und Mitglied der Vollversammlung der Industrie- und Handelskammer, eventuell auch deren zweiter Vorsitzender.
Anlässlich der Reichstagswahl vom November 1933 erhielt Leidenroth ein Mandat für den nationalsozialistischen Reichstag, dem er anschließend knapp zwei Jahre lang, bis zum August 1935, angehörte: 1935 wurde Leidenroth aus der NSDAP ausgeschlossen. Sein Reichstagsmandat wurde daraufhin am 27. August 1935 für ungültig erklärt und nach seinem Ausscheiden von Detlef Dern übernommen.
Nach seinem Ausscheiden aus der NSDAP wurde Leidenroth wieder Mehlgroßhändler in Dessau. 
Leidenroth ist seit dem Ende des Zweiten Weltkriegs verschollen. Er wurde am 28. Februar 1951 offiziell für tot erklärt.